# Reseda complicata
Reseda complicata là một loài thực vật có hoa trong họ Resedaceae. Loài này được Bory miêu tả khoa học đầu tiên năm 1820.